# Мартынов, Александр Степанович
Александр Степанович Мартынов (2 октября 1933 — 15 декабря 2013) — советский и российский китаевед, тибетолог, историк, ведущий специалист по идеологии Китая и кандидат исторических наук.

## Биография
Родился 2 октября 1933 г. в Ленинграде.
В 1957 окончил восточный факультет ЛГУ  с дипломной работой по теме «Понятие вэнь в старом китайском литературоведении». С 01.11.1957 по 01.11.1960 учился в аспирантуре ЛО ИВ АН СССР (специальность «тибетская филология», рук. Б. И. Панкратов).
Кандидат исторических наук (18.12.1975), тема диссертации «Статус Тибета в XVII–VIII веках в традиционной системе китайских политических представлений».
Научный сотрудник ЛО ИВ АН: младший научный сотрудник  (22.12.1960), старший научный сотрудник  (02.09.1982), ведущий научный сотрудник  (2006), заведующий Сектором историографии и источниковедения Китая и Центральной Азии СПбФ ИВ РАН (27.01.1992–2002). С 2002 заведующий Отделом Дальнего Востока, 01.12.2006 по личной просьбе оставил эту должность и работал в СПбФ ИВ РАН вплоть до своей кончины уже как старший научный сотрудник и ведущий научный сотрудник.
В 1962 был включен в состав Дуньхуанской группы ЛО ИНА, в 1966–1967 принимал участие в инвентаризации тибетской части рукописного фонда из Хара-Хото. Составил первый инвентарь тибетского фонда и список китайских и маньчжурских картографических материалов ЛО ИНА для Института восточных рукописей РАН. С 10.1962 по 03.1965 был ученым секретарем Дальневосточного кабинета.
С 1970 по 1993 являлся активным участником ежегодной НК ОГК, организуемой ИВ АН в Москве. В 1990-е в вузах Санкт-Петербурга читал спецкурсы «Три учения (сань цзяо)», «Традиционный китайский эстетизм», «Введение в синологию», «Семиотика и культура» и др.

Его кандидатская диссертация «Тибетско-непальский конфликт и война Китая с Непалом в 1791–1792 гг.» была в конечном итоге оформлена в монографию «Статус Тибета в XVII–XVIII веках» (М., 1979). Во вводной главе этой монографии А.С. Мартынов образцово сформулировал особенности понимания китайской императорской власти и основные принципы взаимоотношений традиционного Китая с внешним миром. ученый предложил выделить особый пласт идеологии императорской власти в Китае, не совпадающий с конфуцианским мировоззрением.
Имея склонность к широкому взгляду на предмет исследования, к большим обобщающим оценкам, А.С. Мартынов сформировался в редкого специалиста-теоретика в оценках идеологического и культурно-исторического наследия Китая. Все главные идеологические системы Китая — конфуцианство, буддизм, даосизм — нашли отражение в научных исследованиях А.С. Мартынова.
Разработал оригинальную методологию изучения структуры китайской императорской власти как универсальной, мироустроительной, распространявшейся и на общество, и на космос в целом. Главным элементом имперской идеологии А.С. Мартынов считал не совпадавший с конфуцианским мировоззрением комплекс идей, связанных с ритуалом монархии. На примере воззрений мыслителей традиционного Китая, в первую очередь Чжу Си и Су Дун-по, разработал проблему соотношения официальной китайской идеологии с духовным миром конфуцианской личности.
Попова И. Ф. ИВР РАН (Санкт-Петербург) - Personalia

### Монографии
- Статус Тибета в XVII - XVIII веках в традиционной системе китайских политических  представлений. М.: Наука, ГРВЛ, 1978.
- Конфуцианство. «Лунь юй» / Пер. А. С. Мартынова. В 2 т. СПб.: ПВ, 2001 (Мир Востока, X).
- Perelomov L., Martynov A. Imperial China: Foreign-policy Conceptions and Methods. Moscow, 1983.

### Статьи
- Описание китайских рукописей Дуньхуанского фонда ИНА. Вып. II / Под ред. Л. Н. Меньшикова. М.: Наука, ГРВЛ, 1967. Совм. с М. И. Воробьевой-Десятовской, И. Т. Зограф, Л. Н. Меньшиковым, Б. Л. Смирновым.
- Автореферат Л., 1975; Категория "хуа" в системе традиционных китайских политических представлений // ПП и ПИКНВ. М., 1972.
- Сила дэ монарха // Письменные памятники Востока. 1971. М., 1974. C. 341–387.
- Значение приезда послов в императорском Китае // НАА. 1979, № 1. С. 27–39.
- Традиция и политика в период Цяньлун // Конфуцианство в Китае: проблемы теории и практики. М.: Наука, ГРВЛ, 1982. С. 207–230.
- Минская культура и даосские темы Линь Чжаоэня (1517 - 1598) // Дао и даосизм в Китае. М., 1982.
- Чжу Си и официальная идеология императорского Китая // С. 111–25; Буддизм и конфуцианцы: Су Дун-по (1036–1101) и Чжу Си (1130–1200) // Буддизм, государство и общество в странах Центральной и Восточной Азии в средние века. М.: Наука, ГРВЛ, 1982. С. 206–316.
- Конфуцианская личность и природа (танского и послетанского времени) // Проблема человека в традиционных китайских учениях. М., 1983.
- "Искренность" мудреца, благородного мужа и императора // Из истории традиционной китайской идеологии. М., 1984.
- Конфуцианская утопия в древности и в средневековье // Китайские социальные утопии. М., 1987.
- Государство и религии на Дальнем Востоке (вместо предисловия) // Буддизм и господство на Дальнем Востоке. М., 1987.
- Государственное и этическое в имперском Китае // Этика и ритуал в традиционном Китае. М.: Наука, ГРВЛ, 1988. С. 274–298.
- Доктрина имперской власти и ее место в официальной идеологии имперского Китая // Всемирная история и Восток. М., 1989.
- Классическое конфуцианство: Лунь Юй. Мэн-цзы. Сюнь-цзы. В 2 томах, Том I : Конфуций. Лунь Юй / Пер., ст., коммент. А. С. Мартынова. СПб.: Нева; М.: ОЛМА-ПРЕСС, 2000 (Мировое наследие).
- О сознании (Синь). Из философского наследия Чжу Си / Пер. с кит. А. С. Мартынова, И. Т. Зограф.; Вступ. ст. и коммент. к пер. А. С. Мартынова; Грамм. очерк И. Т. Зограф. М.: ИФВЛ, 2002 (ППВ. СХХII).
- Государственное и этическое в императорском Китае: избранные статьи и переводы / отв. ред. И.Ф. Попова, К.Г. Маранджян; Институт восточных рукописей РАН. - М.: Восточная литература, 2019. - 287 с. ISBN 978-5-02-039844-3.